# Betzigau
Betzigau là một đô thị ở Oberallgäu bang Bayern thuộc nước Đức.